# David Cryer
David Cryer (Evanston (Illinois), 8 maart 1936) is een Amerikaans televisie- en theateracteur.

## Biografie
Cryer begon in 1967 met acteren in de televisieserie Dark Shadows. Hierna heeft hij nog meerdere rollen gespeeld in televisieseries en films zoals Where the Heart Is (1970-1973), Escape from Alcatraz (1979), All My Children (1984), As the World Turns (1988-1990) en Law & Order (1991). 
Cryer is ook actief in het theater, zo heeft hij in onder andere gespeeld in Chess (1988), The Phantom of the Opera (1988) en Evita. In 1991 is hij gestopt als acteur op televisie maar is sindsdien blijven spelen in het theater op voornamelijk off-Broadway producties.  
Cryer is van 1954 tot en met 1968 getrouwd geweest en heeft hieruit twee kinderen (waaronder acteur Jon Cryer). In 1973 is hij opnieuw getrouwd en heeft hieruit vier kinderen.

## Filmografie

### Films
- 1989 New York Stories – als Suit
- 1988 Gotham – als ober
- 1986 One Police Plaza – als Monseigneur McDevlin
- 1986 George Washington II: The Forging of a Nation – als ??
- 1983 Jacobo Timmerman: Prisoner Without a Name, Cell Without a Number – als ??
- 1980 American Gigolo – als Luitenant Curtis
- 1979 Escape from Alcatraz – als Wagner
- 1977 Our Town – als Simon Stimson

### Televisieseries
Uitgezonderd eenmalige gastrollen.
- 1988 – 1990 As the World Turns – als Phillip Lombard - 25 afl.
- 1984 All My Children - als Luther Tate - ? afl.
- 1983 Kennedy – als agent geheime dienst – 5 afl.
- 1980 Dallas – als Wilbur Calder – 2 afl.
- 1969 Where the Heart Is – als dr. Hugh Jessup - 4 afl.

## Theaterwerk opBroadway
- 1989 Lend Me a Tenor – als radiopresentator / Saunders / Tito Merelli
- 1988 – 1989 The Devil's Disciple – als William Dudgeon / Officier Brudenell
- 1988 Chess – als Molokov
- 1988 The Phantom of the Opera – als Firmin
- 1987 – 1988 Coastal Disturbances – als Dr. Hamiltoin Adams / Andre Sor
- 1979 – 1983 Evita – als Peron
- 1973 The Desert Song – als Pierre Birabeau
- 1971 Ari – als Ari Ben Canaan
- 1969 Come Summer – als Jude Scribner
- 1969 – 1972 1776 – als Edward Rutledge